# Taurunum Boys 1987
Taurunum Boys 1987, познати и као Таурунуми је заједнички назив за уједињене навијаче ФК Земун. До удруживања у једну скупину навијача Земуна дошло је 1987. године. За име и заштитни знак групе узет је латински назив Земуна, Таурунум.

## Опште информације
Навијачи Земуна окупљени су око ФК Земун и прво заједничко бодрење клуба организовали су 1986. године, у време када се овај фудбалски клуб звао Галеника. Смештени су на северној трибини Градског стадиона у Земуну, а мото ове навијачке скупине је „Један град, један клуб, само Земун”. Непосредно након оснивања добили су секцију навијача из Панчева под именом Rangers, а присталица навијача има у целом Београду и Србији.
Братска и пријатељска група Таурунума од 1998. године су Црвени Ђаволи 1989, организована група навијача фудбалског клуба Раднички из Крагујевца. Пријатељске односне имају и са навијачима ФК Ираклис из Солуна, чија групе се зове Аутономо.
Такође, поред ФК Земун, Таурунуми организовано иду на утакмице фудбалске репрезентације Србије.

## Историјат
Историја навијача Земуна дели се у четири фазе, прва обухвата период седамдесетих година када су људи почели да долазе организовано на утакмице камионима и аутобусима како би бодрили ФК Земун. Друга фаза обухвата средину осамдесетих година, када су се на трибини ових навијача први пут нашли барјаци. Прве групе окупљене око ФК Земун биле су Testas Caldas, Pajtosi и Godfathers, а оне су се касније удружиле у групу Таурунум, 1987. године.
Након избијања рата у СФРЈ, група је запала у кризу и ређе су се играле утакмице, а иако је део навијача отишао на ратиште, организација је била на високом нивоу. Трећа фаза развоја групе Таурунум обухвата 1995. годину, када долази до раздвоја две подрупе, које су биле предуслов за данашање групе Boys 1995 и Dragons 1995. Оне су биле младе групе које су се развијале претходних шеснаест година и које данас представљају стару граду северног Земуна.
Четврта фаза развоја групе почиње средином двехиљадитих година када долази до експанзије групе као резултат доброг рада група Boys 1995 и Dragons 1995. У то време настаје група Земун трг, коју су тада чинили млади људи који су се окупили око Нове гарде. Сви они заједно представљају навијаче Taurunum Boys 1987, а поменуте подгрупе имају своје заставе и долазе из делова Земуна као што су Ћуковац, Нова Галеника, Нови град и Земун поље.